# Frank Kenney
Frank Kenney war eine in der Verlagsanstalt Dreyer erschienene Krimiheftromanserie mit Elementen des Science-Fiction-Genre.(Galle, S. 68.) Die von 1949 bis 1950 erschienene Serie, die von Wilhelm Löbsack geschrieben wurde, blieb ohne Autorennennung.

## Held und Handlung
Der Held nutzt alle Mittel der Technik seiner Zeit und setzte dabei auch Dinge ein, die so bis heute nicht funktionieren oder die zumindest zum damaligen Zeitpunkt das Forschungsstadium noch nicht verlassen hatten – somit ein früher Vertreter literarischen High-Tech-Krimis.
Er wurde 1917 als Sohn eines Chicagoer Zeitungsverlegers und Millionärs geboren, beendete Schule und Universität mit Auszeichnung, war Meister in vielen Sportarten und errang sogar als Neunzehnjähriger auf der Olympiade in Berlin eine Medaille im Zehnkampf. Zudem beherrscht der Protagonist neun Sprachen fließend, kann sich in vielen weiteren zumindest verständlich machen und gehörte einer kleinen Truppe für Sondereinsätze der amerikanischen Streitkräfte an. Dennoch ist er „bescheiden, sehr kameradschaftlich, tapfer bis zur Tollkühnheit, ist er von einer unbezähmbaren Freiheitsliebe besessen.“ Dies macht ihn zu einem gefährlichen Gegner und zum Liebling der Frauen.
Wilhelm Löbsack sagte in einem Interview für den Spiegel vom 21. Februar 1951 dazu: „Mord geht immer, muß sogar sein. Visionen zukünftiger Forschungsergebnisse, viel Atomknallerei und Bakterienverseuchung ziehen gut. ... Pornographie und Politik fallen aus. ... Dialoge sind immer gut. - Handlung, Handlung! Die Leute müssen jibbern. Und dann kommt es darauf an, die Szenen richtig zu schneiden, wenn sie am spannendsten sind!“ Politik war für Löbsack schon deshalb tabu weil er für seine 2000 NS-Reden 38 Monate im Gefängnis saß – Löbsack war zur Zeit des Nationalsozialismus Gaupropagandaleiter in Danzig.

## Hilfsmittel
Einige der von Frank Kenney eingesetzten Hilfsmittel sind: eine Pistole, die Miniraketen abschießt; ein Automatiksender im Schuhabsatz, um immer ausführbar zu sein; Taschenfallschirme, mit denen man auch aufwärts fliegen kann; eine Superdynamitbombe, aufzubewahren im hohlen Zahn; eine Vielzweckarmbanduhr, zu deren Zusatzfunktionen das fotografieren gehört; ein chemisch-technischer Spezialkoffer, mit dem fast nichts unmöglich ist; ein harmlos wirkender Brillantring der einen blauen Laserstrahl aussenden kann; eine Gefrierbombe, die binnen einer halben Stunde einen ganzen Hafen in eine Eiswüste verwandelt und ein elektrisch geladener Draht, der sich aus dem Hosenbein zum Gegner schlängelt.